# Chamaeleo harennae
Chamaeleo harennae este o specie de cameleon din genul Chamaeleo, familia Chamaeleonidae, ordinul Squamata, descrisă de Largen 1995. Conform Catalogue of Life specia Chamaeleo harennae nu are subspecii cunoscute.